# Гуськов, Сергей Васильевич
Сергей Васильевич Гуськов (3 июля 1923, Коломна — 8 августа 1997, Москва) — журналист и писатель. Ряд произведений создал в соавторстве с женой Скопиной Кларой Павловной.

## Биография
Родился в 1923 году в Коломне.
В 1940 году окончил школу № 9. В 1941—1948 годах служил в авиации военно-морского флота. Участник Великой Отечественной войны. В 1943 году награждён медалью «За отвагу».
В 1948—1949 годах комсорг ЦК ВЛКСМ на паровозостроительном заводе в Коломне. С августа 1950 года журналист в «Московском комсомольце», «Комсомольской правде», в 1952—1961 годах заведовал рядом отделений. В 1961—1965 гг. собственный корреспондент газеты «Советская Россия» по Красноярскому краю и Тувинской АССР. В 1952 году окончил философский факультет МГУ.
В 1965—1981 годах жил в Воронеже, одно время возглавлял правление Воронежской писательской организации. В начале 1981 г. переехал в Москву.
Член Союза писателей с 1968 года. Награждён орденом «Знак Почёта».
Сергей Васильевич скончался в 1997 году.

#### Романы
- Союз одержимых [Текст] : Роман. — [Москва] : Мол. гвардия, 1963. — 350 с.; 21 см.
- Союз одержимых (1963)[6]
- Союз одержимых [Текст] : Роман / [Ил.: И. Ушаков]. — 2-е изд., перераб. — [Москва] : Мол. гвардия, 1966. — 416 с. : ил.; 21 см.
- Шагни первым [Текст] : Роман / [Ил.: И. Ушаков]. — Москва : Мол. гвардия, 1967. — 309 с. : ил.; 21 см. — (Ровесник).
- Рабочий городок : Роман / Сергей Гуськов; [Худож. Р. Г. Ломоносов]. — Переизд. — Воронеж : Центрально-Чернозёмное книжное издательство, 1980. — 455 с. : ил.; 20 см.
- Пути и перепутья : Роман / Сергей Гуськов; [Худож. Ю. Баранов]. — Переизд., доп. и дораб. — М. : Мол. гвардия, 1986. — 480 с. : ил.; 21 см; ISBN (В пер.) (В пер.) : 1 р. 80 к., 100000 экз.

#### Повести
- Колумбы Сибири (1965)
- Одна солдатская медаль [Текст] : [Докум. повесть] / Сергей Гуськов. — Москва : Политиздат, 1975. — 215 с. : ил.; 20 см.
- На голос друга : Докум. повести / Сергей Гуськов; [Худож. А. В. Старилов]. — Воронеж : Центрально-Чернозёмное книжное издательство, 1983. — 384 с. : ил.; 21 см.
- Эхо бесшумных боев [Текст] : художественно-документальная повесть / Сергей Гуськов. — Москва : Политиздат, 1984. — 208 с.; 21 см.
- Если останусь жив… [Текст] : художественно-документальная повесть / Сергей Гуськов. — 2-е изд., перераб. и доп. — Москва : Политиздат, 1989. — 221, [2] с. : ил.; 20 см; ISBN 5-250-00409-1
- Семь Андреев [Текст]. — Москва : Политиздат, 1968. — 142 с. : ил.; 17 см. — (Портрет твоего современника).
- Партизанская искра [Текст] : [Очерк о молодёжной подпольной организации в селе Крымка Николаевской обл.] / С. В. Гуськов, Л. В. Почивалов. — [Москва] : Молодая гвардия, 1956. — 216 с., 4 л. портр. : ил.; 21 см.